# St. Nikolaus (Bagajewskaja)

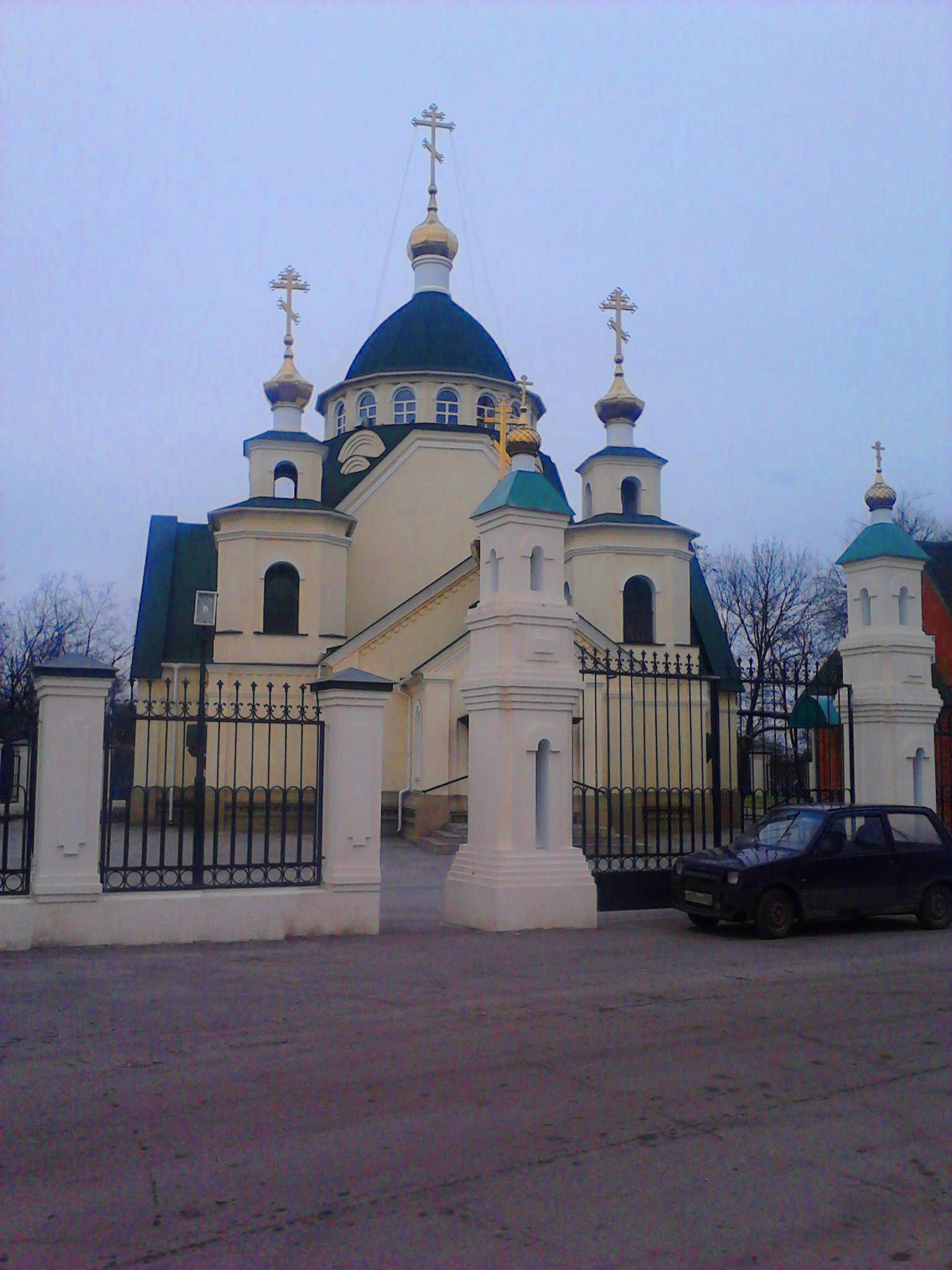
St. Nikolaus (2015)

St. Nikolaus (Nikolaus-Tempel) ist eine orthodoxe Kirche im Dorf Bagajewskaja in der Oblast Rostow. Sie gehört zur Diözese Schachtinks und Millerowo und befindet sich auf dem Gebiet des Friedhofs von Bagajewskaja.

## Geschichte
Die Kirche St. Nikolaus ist historisch die fünfte Kirche von Bagaevskaja.
Am Anfang des 18. Jahrhunderts entstand auf dem Territorium des Dorfes eine hölzerne Kapelle, die Holzkirche des Heiligen Nikolaus. Im Jahre 1740 war die Kirche verfallen und 1744 wurde an einen neuen Ort weiter weg vom Don verlegt. Der dort frei mäandernde Don veränderte in der Vergangenheit oft seinen Fließverlauf. Die Folgen waren Überschwemmungen und die Verlagerungen des Flussbettes.  Die Versetzung der Kirche verkürzte ihre Lebensdauer und 1747 begannen Kosaken einen neuen Tempel aus Holz zu bauen. Er existierte über 30 Jahren. Im Jahr 1782 wurde die dritte Kirche gebaut und am 8. Oktober 1783 geweiht. Im Jahr 1805 entwickelte sich das Dorf südlich des Don weiter und im neuen Siedlungskern wurde die Kirche Nikolaus Wunderwirker am 23. April 1805 geweiht. Nach der Verwüstung dieser Kirche wurde an ihrer Stelle eine Ziegelkapelle gebaut. Die gemauerte Dreikreuzkirche wurde 1896 in Bagayevskaya im Zentrum des Stanitschny-Platzes errichtet. Der Tempel wurde in den Jahren 1936–1939 zerstört und zerlegt.
Die moderne, steinerne Kirche wurde in den Jahren 2008–2009 gebaut und im Namen des Heiligen und „Wunderwirkers“ St. Nikolaus durch den Erzbischof von Myrliki geweiht.

## Architektur
St. Nikolaus Tempel ist ein eingeschossiges Bauwerk. Die Kirche besteht aus einem Tonnengewölbe, einer Kuppel und einer dekorativen Beschichtung der Kuppel. Das Gewölbe trägt die Kuppel. Auf der Kuppel installiert eine goldbraune dekorative Beschichtung (glawka).  Auf beiden Seiten des Tempels sind die zweigeschossigen Kirchtürme  gebaut. 
Auf dem Tempelgebiet gibt es ein einstöckiges Pfarrhaus aus rotem Ziegel. Der Zaun ist ein Metallzaun auf Steinpfosten, innerhalb des Territoriums ist der Blumengarten angelegt.
Der Abt von St. Nikolaus ist der Erzpriester Maschtanow Alexander Walentinowitsch.